# Campeonato Sanmarinense 1999-2000
El Campeonato sanmarinense 1999-2000 fue la decimoquinta edición del  Campeonato sanmarinense de fútbol. Folgore/Falciano conquistó su tercer título al vencer por 3-1 al Domagnano  en la final

## Equipos participantes
| Club             | Ciudad         |
| ---------------- | -------------- |
| Cailungo         | Borgo Maggiore |
| Cosmos           | Serravalle     |
| Dogana           | Serravalle     |
| Domagnano        | Domagnano      |
| Faetano          | Faetano        |
| Folgore/Falciano | Serravalle     |
| Juvenes          | Serravalle     |
| La Fiorita       | Montegiardino  |
| Libertas         | Borgo Maggiore |
| Montevito        | Fiorentino     |
| Murata           | San Marino     |
| Pennarossa       | Chiesanuova    |
| San Giovanni     | Borgo Maggiore |
| Tre Fiori        | Fiorentino     |
| Tre Penne        | Serravalle     |
| Virtus           | Acquaviva      |

## Fase Regular

#### Grupo A
| Pos. | Equipo           | Pts. | PJ | G  | E | P  | GF | GC | Dif. | Clasificación 1999–2000 |
| ---- | ---------------- | ---- | -- | -- | - | -- | -- | -- | ---- | ----------------------- |
| 1    | Folgore/Falciano | 48   | 22 | 15 | 3 | 4  | 53 | 24 | +29  | Play-Off                |
| 2    | Cailungo         | 46   | 22 | 14 | 4 | 4  | 40 | 21 | +19  | Play-Off                |
| 3    | Virtus           | 44   | 22 | 13 | 5 | 4  | 47 | 24 | +23  | Play-Off                |
| 4    | Cosmos           | 39   | 22 | 10 | 9 | 3  | 40 | 14 | +26  |                         |
| 5    | Pennarossa       | 29   | 22 | 8  | 5 | 9  | 30 | 40 | −10  |                         |
| 6    | Tre Penne        | 24   | 22 | 7  | 3 | 12 | 39 | 58 | −19  |                         |
| 7    | Juvenes          | 12   | 22 | 2  | 6 | 14 | 24 | 61 | −37  |                         |
| 8    | La Fiorita       | 10   | 22 | 2  | 4 | 16 | 17 | 50 | −33  |                         |

Actualizado a los partidos jugados el 2000.
 Fuente: -

#### Grupo B
| Pos. | Equipo       | Pts. | PJ | G  | E | P  | GF | GC | Dif. | Clasificación 1999–2000 |
| ---- | ------------ | ---- | -- | -- | - | -- | -- | -- | ---- | ----------------------- |
| 1    | Domagnano    | 42   | 22 | 12 | 6 | 4  | 59 | 27 | +32  | Play-Off                |
| 2    | Tre Fiori    | 39   | 22 | 11 | 6 | 5  | 55 | 38 | +17  | Play-Off                |
| 3    | Libertas     | 37   | 22 | 11 | 4 | 7  | 38 | 34 | +4   | Play-Off                |
| 4    | Faetano      | 31   | 22 | 8  | 7 | 7  | 30 | 25 | +5   |                         |
| 5    | Murata       | 31   | 22 | 9  | 4 | 9  | 49 | 49 | 0    |                         |
| 6    | Dogana       | 21   | 22 | 5  | 6 | 11 | 19 | 33 | −14  |                         |
| 7    | Montevito    | 21   | 22 | 6  | 3 | 13 | 27 | 46 | −19  |                         |
| 8    | San Giovanni | 14   | 22 | 3  | 5 | 14 | 21 | 44 | −23  |                         |

Actualizado a los partidos jugados el 2000.
 Fuente: -

## Play-offs

#### Primera ronda
|}

#### Segunda ronda
| Equipo 1  | Resultado | Equipo 2 |
| --------- | --------- | -------- |
| Tre Fiori | 3–1       | Virtus   |
| Cailungo  | 3–0       | Libertas |

|}

#### Tercera ronda
| Equipo 1         | Resultado    | Equipo 2  |
| ---------------- | ------------ | --------- |
| Domagnano        | 0–0 (5:4 p.) | Cailungo  |
| Folgore/Falciano | 0–0 (5:3 p.) | Tre Fiori |

|}

#### Semifinales
| Equipo 1  | Resultado    | Equipo 2 |
| --------- | ------------ | -------- |
| Tre Fiori | 2–1          | Libertas |
| Virtus    | 2–2 (5:3 p.) | Cailungo |

|}

#### Preliminar
| Equipo 1         | Resultado | Equipo 2  |
| ---------------- | --------- | --------- |
| Folgore/Falciano | 3–1       | Domagnano |
| Tre Fiori        | 1–2       | Virtus    |

|}

#### Final
| Equipo 1  | Resultado | Equipo 2 |
| --------- | --------- | -------- |
| Domagnano | 1–0       | Virtus   |

|}

| Equipo 1         | Resultado | Equipo 2  |
| ---------------- | --------- | --------- |
| Folgore/Falciano | 3–1       | Domagnano |

| Campeón                    |
|                            |
| Folgore/Falciano 3° título |